# Junkers Ju 390
Junkers Ju 390 bio je prvi ikada izgrađeni interkontinentalni vojni zrakoplov-bombarder. Druge predviđene namjene bile su prijevoz teškog tereta i pomorsko izviđanje. Ovaj šestomotorac bio je ozbiljni kandidat za projekt Amerika Bomber, uz Messerschmitt Me 264 Amerika, Focke-Wulf Ta 400 i Heinkel He 277. Bio je kao Junkers Ju 290 dužeg dometa.

## Američki bombarder
Još prije ulaska SAD-a u Drugi svjetski rat Njemačka vlada shvaćajući neminovnost tog događaja donosi odluku o raspisivanju natječaja za avion koji će imati mogućnost da poleti iz Europe i bombardira istočnu obalu SAD-a. Na taj natječaj su se odmah javile sva tri tamošnja najvažnija proizvođača ratnih aviona. Kompanija Focke-Wulf je, kako bi ubrzala potencijalnu proizvodnju, predložila nadogradnju svog predratnog putničkog aviona FW 200 što je bilo odmah odbačeno. S druge strane kompanija Messerschmitt predlaže potpuno novi dizajn s imenom Me 264. Kako se kasnije tijekom testiranja pokazalo upitnim da će ovaj avion uspjeti ostvariti postavljeni cilj on će biti odbačen tek nakon uzlijetanja prvog prototipa. Nemajući tako drugih mogućnosti pobjednik natječaja je postao avion kompanije Junkers imena Ju 390. Pri izgradnji ovog modela krenulo se stopama poraženog Focke-Wulfa tako da je korišten stariji model aviona koji se nadogradio. U ovom slučaju to je bio Ju 290 koji se koristio za transport trupa, nadzor mora i ponekad bombardiranja. Osnovna razlika između ova dva aviona su postale promjene po pitanju rezervara koji je sada mogao primiti veću količinu goriva. Svoj prvi let Ju 390 je imao 20. listopada 1943. nakon čega su odmah naručena 24 primjerka. Do trenutka kada je ova narudžba opozvana polovicom 1944. godine proizvedeno je sveukupno 2 prototipa.

## Let do New Yorka?
Prvi javni spomen navodnog leta Ju 390 do Sjeverne Amerike pojavio se u pismu objavljeno u britanskom časopisu RAF Flying Review u broju od studenoga 1955. godine. Urednik je bio William Green. Ožujka 1956. RAF Flying Review objavio je pismo RAF-ovog časnika koji je pojašnjavao tu tezu. Prema Greenovom izvješću lipnja 1944. Saveznički su obavještajci doznali ispitivanjem zarobljenika da je jedan Ju 390 bio siječnja 1944. dodijeljen skupini FAGr 5 (Fernaufklärungsgruppe 5) kojoj je sjedište bilo u Mont-de-Marsan kod Bordeauxa i da je obavio 32-satni izviđački let kojim je došao do samo 19 km od obale SAD, nešto sjeverno od New Yorka. Britanske su vlasti poslije porekle ovaj navod.
Kada je u knjizi Williama Greena : Ratni avion Trećeg Reicha ( iz 1970. godine ) izašla tvrdnja da je avion Ju 390 u testnom letu uzletio iz okolice Bordeauxa i došao na 12 milja od New Yorka prije nego što se vratio u domovinu nastala je žestoka polemika u SAD. Tamošnji vojni stručnjaci i ratni povjesničari su se digli na noge tvrdnjama kako je nemoguće da se tako nešto moglo dogoditi bez da je to bilo primjećeno (što bi predstavljalo udar na američki ponos). Oni sami potvrđuju da je avion imao domet za taj let ali tada počinju navoditi razloge zašto se to nije moglo dogoditi. Po njima ovo se nije dogodio pošto se piloti aviona ne bi mogli točno usmjeriti tijekom svoga puta iz okupirane Francuske u SAD, nije ostalo sačuvanih dokumenata o letu i nitko od Amerikanaca ga nije vidio. Osobe koje podržavaju ovu teoriju navode činjenicu da je avion mogao doći do New Yorka koordinirajuću svoj položaj uz pomoć radijskih stanica s istočne obale SAD-a. O pitanju dokumenata isto postoji suprotno mišljenje pošto su oni navodno sačuvani u arhivu kompanije Junkers što potvrđuje povjesničar zrakoplovstva Horst Zoeller. Kao dodatnu potvrdu postojanja tog leta on je navodno potvrđen od Hitlerovog ministra ratne industrije Alberta Speera tijekom svojih razgovora za prije navedenu knjigu. Općenito osobe koje zastupaju gledište o letu smatraju da je on morao ostati tajan kako amerikanci ne bi bili alarmirani za trenutak kada će se izvršiti bombardiranje. Pošto do toga nikada nije došlo samo pitanje potencijalnog bombardiranja je još uvijek pod upitnikom zbog tehničkih karakteristika aviona. Ju 390 je bio napravljen tako da može nositi samo jednu bombu zbog čega se prilično često smatra da ga se namjeravalo upotrijebiti kao atomskog bombardera kada bi uspješno bio dovršen nacistički nuklearni projekt.
Gotovo sve te činjenice o navodnom letu do New Yorka su danas još uvijek pod upitnikom pošto konkretnih dokaza nema. Jedina potvrđena činjenica je domet ovog aviona koji je bio u stanju stići tamo i vratiti se kući. Kao što ovaj let nije potvrđen dokazima tako to nije niti onaj polarni let do Japana i nakon punjenja rezervara natrag iz 1944. godine o kojemu također priča kao nepobitnoj činjenici Albert Speer.

## Tehničke karakteristike (Ju 390 V1)
Osnovne karakteristike
- posada: 10
- dužina: 34,20 m
- raspon krila: 50,30 m
- površina krila: 254 m2
- visina: 6,89 m

Letne karakteristike
- najveća brzina: 505 km/h
- dolet: 9.700 km
- najveća visina leta: 6.000 m
- specifično opterećenje krila: 209 kg/m2
- motor: 6 BMW 801D klipnih (radialnih) motora